# Жером Ротен
Жером Ротен (фр. Jérôme Rothen, нар. 31 березня 1978, Шатне-Малабрі) — французький футболіст, що грав на позиції вінгераа. Відомий за виступами у складі низки французьких та закордонних клубів, зокрема «Монако», «Парі Сен-Жермен» та «Рейнджерс», а також у складі національної збірної Франції. Дворазовий володар Кубка французької ліги. Володар Кубка Франції. Володар Кубка Інтертото. У складі збірної — володар Кубка Конфедерацій.

## Клубна кар'єра
Жером Ротен народився в 1978 році в місті Шатне-Малабрі. Розпочав займатися футболом у клубі «ІНФ Клерфонтен», пізніше перейшов до школи футбольного клубу «Кан». У дорослому футболі дебютував 1997 року у складі основної команди клубу «Кан», в якій грав до 2000 року, взявши участь у 98 матчах чемпіонату.
У 2000 році Ротен перейшов до складу іншого французького клубу «Труа». У 2001 році в його складі футболіст став володарем Кубка Інтертото. У 2002 році півзахисник перейшов до складу клубу «Монако», у складі якого в 2003 році став володарем Кубка французької ліги, а в сезоні 2003—2004 років став у складі клубу фіналістом Ліги чемпіонів.
У 2004 році Жером Ротен уклав контракт із клубом «Парі Сен-Жермен». Початково у складі клубу він був одним із гравців основного складу команди, у сезоні 2005—2006 футболіст став володарем Кубка Франції, а в сезоні 2007—2008 років став володарем Кубка французької ліги]. Проте в 2009 році він втратив місце в основі, тому керівництво клубу віддалогравця в оренду, спочатку до шотландського «Рейнджерса», а пізніше до турецького «Анкарагюджю».
Після закінчення контракту з «Парі Сен-Жермен» Жером Ротен став гравцем клубу «Бастія», в якому грав до 2013 року. У 2013 році повернувся до складу клубу «Кан», у складі якої вже виступав раніше, й у кінці року завершив виступи на футбольних полях.

## Виступи за збірну
У 2003 році Жером Ротен дебютував у складі національної збірної Франції. У складі збірної був учасником розіграшу Кубка конфедерацій 2003 року у Франції, здобувши того року титул переможця турніру, чемпіонату Європи 2004 року у Португалії, де зіграв лише 1 матч. Після цього у великих футбольних турнірах у складі національних збірних Ротен участі не брав, хоча й запрошувався до збірної до 2007 року. Загалом протягом кар'єри в національній команді провів у її формі 13 матчів, забивши 1 гол.

## Титули і досягнення
- Володар Кубка французької ліги (2):

«Монако»: 2002–2003
«Парі Сен-Жермен»: 2007–2008
- Володар Кубка Франції (1):

«Парі Сен-Жермен»: 2005–2006
- Володар Кубка Інтертото (1):

«Труа»: 2001
- Володар Кубка Конфедерацій (1): 2003